# Walter Barfuß (Bobfahrer)
Walter Barfuß (* 4. Februar 1955 in Raubling; † 24. Juli 1999 ebenda) war ein deutscher Bobfahrer.

## Karriere
Walter Barfuß gewann als Anschieber von Jakob Resch Bronze bei der Weltmeisterschaft 1977 im Viererbob und 1978 im Zweierbob. Bei den Olympischen Winterspielen 1980 war er zusammen Hans Wagner und Heinz Busche Anschieber von Peter Hell. Im Viererbob-Wettkampf wurden sie Siebter. Von Beruf war Walter Barfuß Postbeamter.